# 哈尔滨公交9路
哈尔滨公交9路是哈尔滨公交的一条线路，由道里区友谊宫到香坊区哈慈集团，全程14公里。

## 历史
- 1955年11月开辟，始发站为顾乡屯，途经消防队、二砖厂至半拉城子终点，全长4.9公里，配车2台。
- 1958年停运。
- 1965年恢复，始发站改至顾乡屯，途经消防队至二砖厂终点，全长3公里，配车2台。
- 1976年终点站由二砖厂延伸至朱顺屯，增加里程1.9公里。
- 1986年9月再停运，1990年开通。
- 1991年1月1日起，始发站改由道里九站途经车辆厂文化宫、高谊商店、安康街、安升街、安和街、安乐街、妇产医院、商学院、三孔桥、西大桥、汉广街等11个站点至终点动物园，全长7.9公里，配车10台，单程运行时间55分。
- 1992年10月19日，由动物园终点延伸至王兆火车站，线路长度由原7.9公里延至9.7公里，增加2个站点。
- 1994年4月1日，终点由王兆火车站延伸至通乡街，单程延长5.3公里，增加8个站点，随后终点调整为哈慈集团。[1]
- 2018年5月22日，因地铁3号线建设，9路缩线至爱建新城公交首末站终点，增设安升街和爱建新城公交首末站两个站点，6月初返回友谊宫终点。[2]

## 车站一览
| 序号 | 車站名稱         | 哈慈集团方向 位置（下行） | 友谊宫方向 位置（上行） | 换乘轨道交通 |
| ---- | ---------------- | ------------------------- | ----------------------- | ------------ |
| 1    | 友谊宫           | 工程街/友谊路             | 工程街/友谊路           |              |
| 2    | 工程街           | 工程街                    | 经纬街/中医街           |              |
| 3    | 经纬十道街       | 工部街/经纬十道街         |                         |              |
| 4    | 经纬八道街       |                           | 经纬八道街/经纬街       |              |
| 5    | 安康街           | 安顺街/安康街             | 安正街/安丰街           |              |
| 6    | 安丰街           | 安国街/安丰街             | 安国街/安丰街           |              |
| 7    | 安广街           | 安国街/安广街             | 安国街/安广街           |              |
| 8    | 安和街           | 安国街/安和街             | 安国街/安和街           |              |
| 9    | 建国街           | 建国街                    | 建国街                  |              |
| 10   | 中心医院         | 通达街                    | 通达街/新阳路           |              |
| 11   | 哈商大（南学区） | 通达街/民众街             | 通达街/民安街           |              |
| 12   | 三孔桥           | 通达街                    | 通达街                  |              |
| 13   | 西大直街         | 通达街/西大直街           | 通达街/西大直街         |              |
| 14   | 汉广街           | 通达街/汉广街             | 通达街/汉广街           |              |
| 15   | 文化大厦         | 五瑞街/汉元街             | 新苗圃街                |              |
| 16   | 一匡街           | 一匡街                    | 一匡街                  |              |
| 17   | 王兆新村         | 文政街/王兆街             | 文政街/王兆街           |              |
| 18   | 铁路二院         | 文政街/文治三道街         | 文政街                  |              |
| 19   | 和平桥           | 文政街                    | 文政街                  |              |
| 20   | 省中医药大学     | 和平路                    | 和平路                  |              |
| 21   | 乐松广场         | 三大动力路                | 三大动力路/和平路       |              |
| 22   | 乐园街           | 三大动力路/乐园街         | 三大动力路/乐园街       |              |
| 23   | 电机厂           | 三大动力路/健康路         | 三大动力路/健康路       |              |
| 24   | 锅炉厂           | 三大动力路/旭升街         | 三大动力路              |              |
| 25   | 母亲广场         | 进乡街                    | 进乡街                  |              |
| 26   | 哈慈集团         | 进乡街                    | 进乡街                  |              |